# HD 61394
HD 61394，又名CP-55 1282，SAO 235343、HR 2941，是一颗恒星，视星等为6.39，位于銀經267.95，銀緯-16.32，其B1900.0坐标为赤經7h 33m 54.2s，赤緯-55° -16.32′ 49″。